# 何測
何測，廣東瓊州府文昌縣（今屬海南省文昌市）人，明初進士。

## 生平
何測為瓊州府學生，洪武二十年（1387年）丁卯科鄉試中舉人，洪武二十四年（1391年）登辛未科二甲進士。選翰林院庶吉士；后授知縣。